# Tephrosia aequilata
Tephrosia aequilata är en ärtväxtart som beskrevs av John Gilbert Baker. Tephrosia aequilata ingår i släktet Tephrosia och familjen ärtväxter. IUCN kategoriserar arten globalt som livskraftig.

## Underarter
Arten delas in i följande underarter:
- T. a. aequilata
- T. a. australis
- T. a. gorongosana
- T. a. mlanjeana
- T. a. namuliana
- T. a. nyasae